# Churt
Churt är en ort och civil parish i Storbritannien.   Den ligger i grevskapet Surrey och riksdelen England, i den södra delen av landet, 60 km sydväst om huvudstaden London. Churt ligger 111 meter över havet och antalet invånare är 1 098.
Terrängen runt Churt är platt. Runt Churt är det ganska tätbefolkat, med 149 invånare per kvadratkilometer. Närmaste större samhälle är Guildford, 17,8 km nordost om Churt. I omgivningarna runt Churt växer i huvudsak blandskog.